# Metalicplas
Metalicplas Impex este o companie specializată în prelucrarea sârmei laminate din România.
Compania face parte din grupul MG-Tec Grup Dej, controlat de omul de afaceri Ioan Tecar, care cuprinde 14 societăți.
Metalicplas Impex deține o linie de producție și zincare termică a panourilor de gard bordurat la Dej.
Metalicplas importă materiile prime de la companii precum Stemcor, Voestalpine sau Thyssen-Krupp.
Totodata, firma exportă în Ungaria, Serbia, Turcia și Grecia.
Cifra de afaceri în 2008: 45 milioane euro